# Jeżewo (powiat płoński)
Jeżewo – wieś sołecka w Polsce położona w województwie mazowieckim, w powiecie płońskim, w gminie Płońsk.
W latach 1975–1998 miejscowość należała administracyjnie do województwa ciechanowskiego.
Obok miejscowości przepływa rzeczka Naruszewka, dopływ Wkry.